# 新舟60
新舟60（英語：Modern Ark 60，简称MA60；最初称为Y-7-200A型），是西安飞机工业（集团）有限责任公司在運-7（Y-7）飞机的基础上，按照中国民航CCAR-25部标准开发研制生產的双發涡轮螺旋桨发动机支线飞机。

## 歷史
1988年，新舟60飞机研制項目立项。
1991年，飛機完成图纸设计。
1993年12月26日，1架适航试验机首飞。
1995年开始在延安机场适航试飞。按照与国际接轨的中国民航适航条例CCAR25部的取证试飞中，有十余个一类风险科目，也就是试飞的最高风险科目，包括失速速度、失速特性、单发起飞、空中和地面最小速度、高速特性、颤振、模拟冰型、自然结冰等。地面最小操纵速度试飞的目的是在单发停车的情况下测出一个速度值，小于这个速度时飞机不能继续起飞，大于这个速度时能够单发继续起飞。失速速度试飞是在4000米高空开始慢车向上飞行，飞机逐渐减速，直至升力支持不了重力掉头疾速向下滑落，出现了失速。 失速特性试飞是按照CCAR25部要求机头自然下垂，坡度不大于25度，为此根据试飞情况，修改设计在机翼前缘加装了失速棒，改变了气流特性，最终满足了该项适航要求。1997年8月在合肥骆岗机场进行了模拟冰型试飞，用轻质的塑料制成冰型，表面划出沟槽模拟结冰的粗糙度，再用胶带牢牢地粘贴在飞机各翼面前缘，在此情形下，检验了相应的起飞速度、失速速度、失速特性等试飞科目。1997年底至1998年3月，在乌鲁木齐地窝堡机场寻找有利天气，进行了自然结冰试飞。至此完成了历时3年的适航取证试飞。
1998年5月，Y-7-200A适航试验型飞机取得了中国适航当局颁发的型号合格证。
1999年1月，西飞根据用户意见与建议，对试验机型提出了64项改进，並出台国产新一代支线飞机的“精品工程”，经过改进改型後的新机被正式命名为新舟60；3月，开始发出设计图，并着手工艺准备工作；9月，新舟60适航试验机开始在长安航空投入使用；11月29日开始总装。
2000年2月14日，民航西安审定中心对飞机进行检查验收。2月25日，新舟60首飞成功。6月22日，取得中国民航总局（CAAC）颁发的型号合格证，並正式批准飞机定名为新舟60。8月12日，首架新舟60交付四川航空公司。12月，新舟60取得生产许可证。
2004年11月2日，出口津巴布韦，进入非洲市场。2005年12月28日，出口老挝，进入东南亚市场。
2006年10月，西安飛機工業已收到超過90個訂單，工廠於2006年內交付了23架新舟60，而其餘的165架將會在2016年前交付。
2007年4月3日，出口玻利维亚，进入美洲市场。
2008年10月9日，新舟系列飞机的新成员---新舟600飞机成功首飞。
2008年10月19日，新舟60由奥凯航空首次投入国内商业航线，执行天津—烟台—大连—锦州航线。
2010年5月18日，新舟600飞机取得中国民航局颁发的运输类飞机型号合格证（TC证）。
2010年12月17日，新舟600飞机交付先锋用户中国民用航空飞行学院。
2011年3月26日，首架新型涡桨支线客机新舟600飞机，投入中国民航飞行学院洛阳分院，成为民航高级教练机。
至2011年5月，共生产46架（厂方公布为54架）。国内18架，其中8架闲置，9架运营，1架教学。国外28架，其中坠毁1架（印尼），撞毁报废4架，其中玻利维亚1架，菲律宾2架，津巴布韦1架。
2011年12月23日，新舟60飞机出口塔吉克斯坦，这是中国航空产品首次出口到中亚地区。
至2011年10月，MA60飞机国内外确认订单112架，意向订单71架，已交付66架。
2012年6月16日，交付的70余架新舟60飞机机群总飞行小时和总飞行起落双双超过15万。至2012年10月30日，MA60飞机共获得196架的订单，交付76架；其中国外订单104架，交付45架。已经实现交付13个国家的客户，运营200多条航线。
2012年10月24日，新舟600F民用货机成功首飞。
2013年6月26日，新舟60飞机出口汤加王国，进入大洋洲市场。
2013年4月14日，新舟600飞机交付老挝，这是新舟600飞机首次交付国外用户。
2013年8月30日，新舟600F民用货机取得型号合格证（TC证）。
截至2013年年底，新舟60飞机共获得了国内外超过210架订单，交付16个国家、27家用户、88架飞机。
2014年2月28日，中国民航局发布适航指令，停飞全球所有已达到6400个起落的该机型，共15架：包括奥凯1架、幸福5架，以及老挝、菲律宾、津巴布韦和玻利维亚的四家航空公司计9架。要求停场检查或更换前起落架上位锁和下位锁阻件、对所有飞机起落架着陆信号器进行检查，以确保飞行安全。此时按西飞统计，该机型已经在全球260条航线上，运行26万飞行小时、24万次起落。
2014年10月30日，国产新舟60第100架飞机下线。
2015年5月幸福航空的新舟60在福州机场冲出跑道，造成5人轻伤。后官方调查认为是飞行员违规操作所致。
2016年10月28日 ， 经奥凯航空有限公司与中航工业集团同意，并报民航局批准，奥凯航空有限公司和幸福航空有限责任公司整合支线业务，组建新的幸福航空有限责任公司，沿用之前的企业注册名，奥凯航空在其中持股46%。从10月30日起，奥凯航空有限公司新舟60支线业务将合并到新的幸福航空有限责任公司运行，机队将达到22架。
截至2016年12月31日，新舟60/600飞机共获得国内外订单343架（其中：意向订单183架），其中：国外签订135架（含意向订单61架），交付57架；国内签订208架（含意向订单122架），交付51架。新舟60/600现有全球18个国家、32家客户、200多条航线。
2017年7月11日上午10时，幸福航空新引进的第24架国产新舟60（机身号：B5005）飞机顺利降落在西安咸阳国际机场。2017年9月25日，幸福航空第25架新舟60飞机交付仪式在西飞宾馆举行，融资方是中航租赁有限责任公司。
截止2017年8月，全球运送旅客突破1000万人次，累计飞行42万小时、39万起落。
中国气象科学研究院於2018年購入新舟60增雨飞机，並由四川三星通用航空服務公司托管。

## 性能諸元

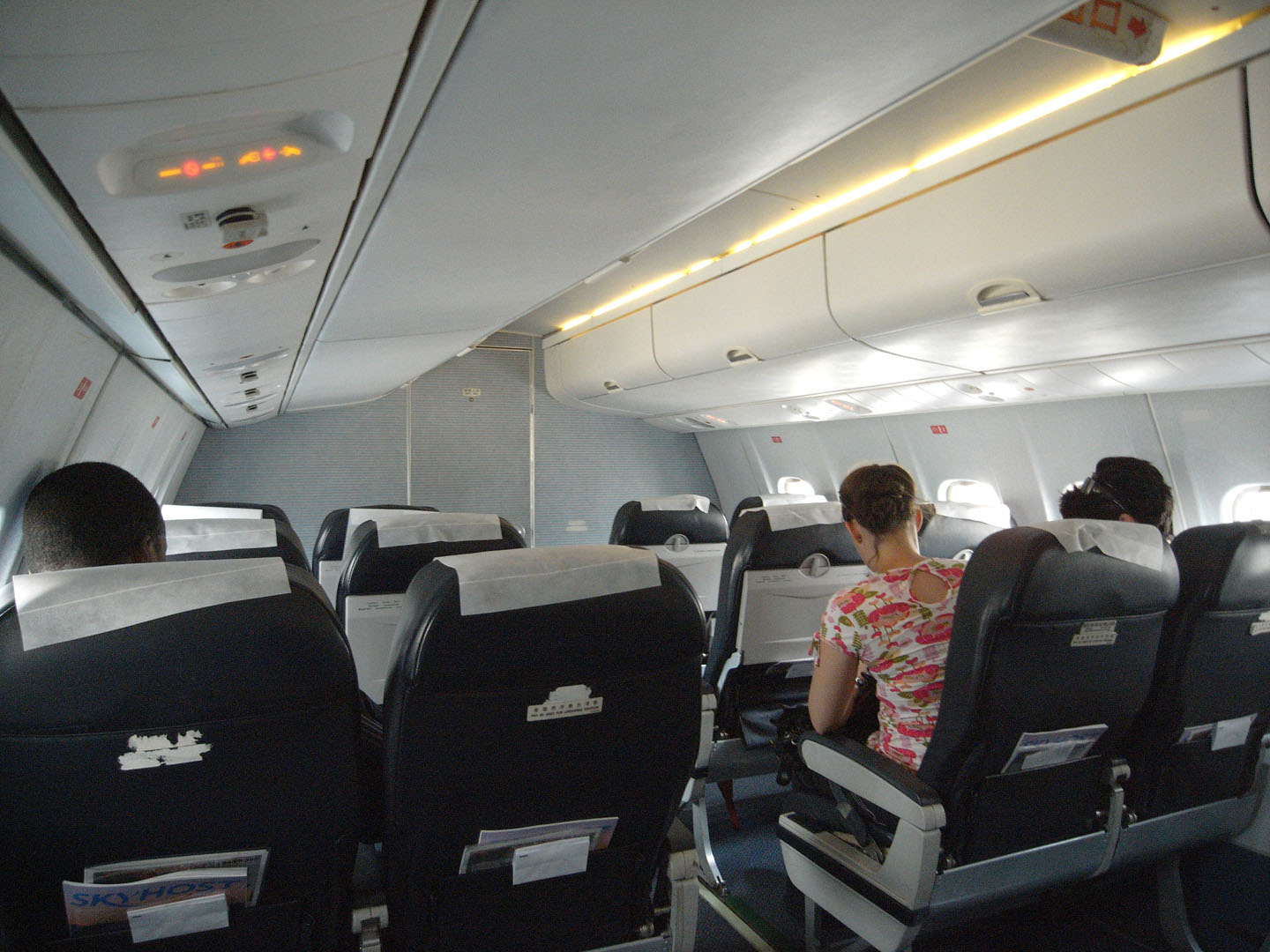
津巴布韋航空的新舟60內部

- 飛機为两人驾驶体制，載客量可達56～60名，略少於主流競爭機型ATR 72和德哈維蘭加拿大DHC-8 Q400載客量。飞机能在复杂气象条件下安全飞行，並可在土质、草皮、泥结碎石等简易跑道上安全起降。[11]
- 引擎：使用普惠加拿大公司PW-127J自由涡轮式低油耗发动机，采用美国汉密尔顿[需要消歧义]公司247F-3型低噪音四叶螺旋桨
- 自動駕駛：使用美国柯林斯APS-85自动驾驶系统，具有飞行指引和自动驾驶功能，满足Ⅱ类儀器進場
- 起落架：采用电子防滑刹车系统无内胎机轮，缩短滑跑距离；具備地面倒车功能，可在小规模停机坪上转向[12]
- 最大巡航速度：514 km/h
- 经济巡航速度：430 km/h
- 满座航程：1600 km
- 满油航程：2450 km
- 最大使用高度：7620 m[13]
- 机身长度：24710 mm（24.71米）
- 翼展：29200 mm（29.20米）
- 停机高度：8853 mm（8.853米）
- 客舱长度：10794 mm（10.794米）
- 客舱宽度：2686 mm（2.686米）
- 客舱高度：1907 mm（1.907米）[14]
- 重量与载重
  - 最大起飞重量：21800kg.
  - 使用空重：13700kg
  - 最大商载：5500kg.
  - 最大燃油量：4030kg.

## 銷售實績

### 中國

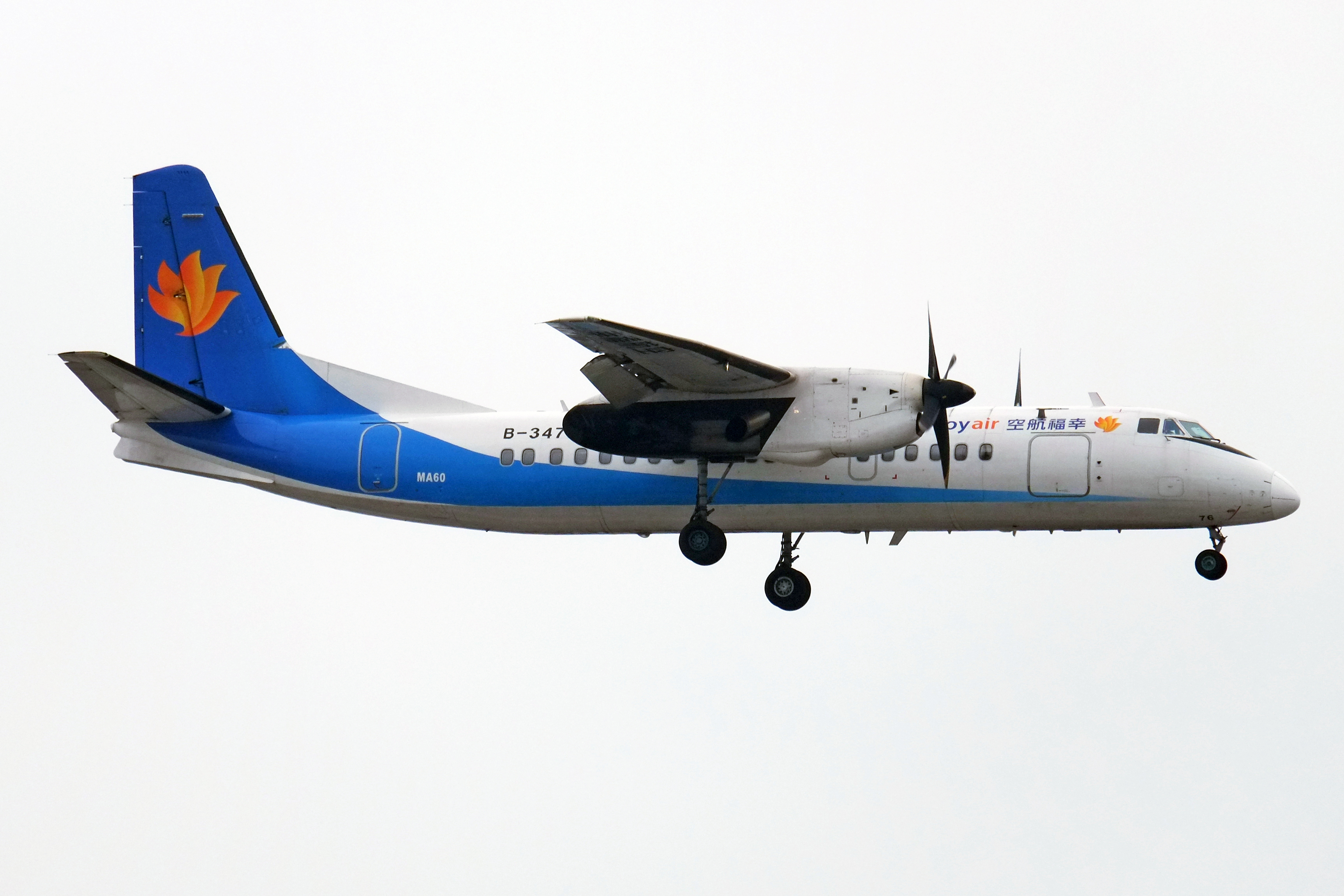
幸福航空的MA60
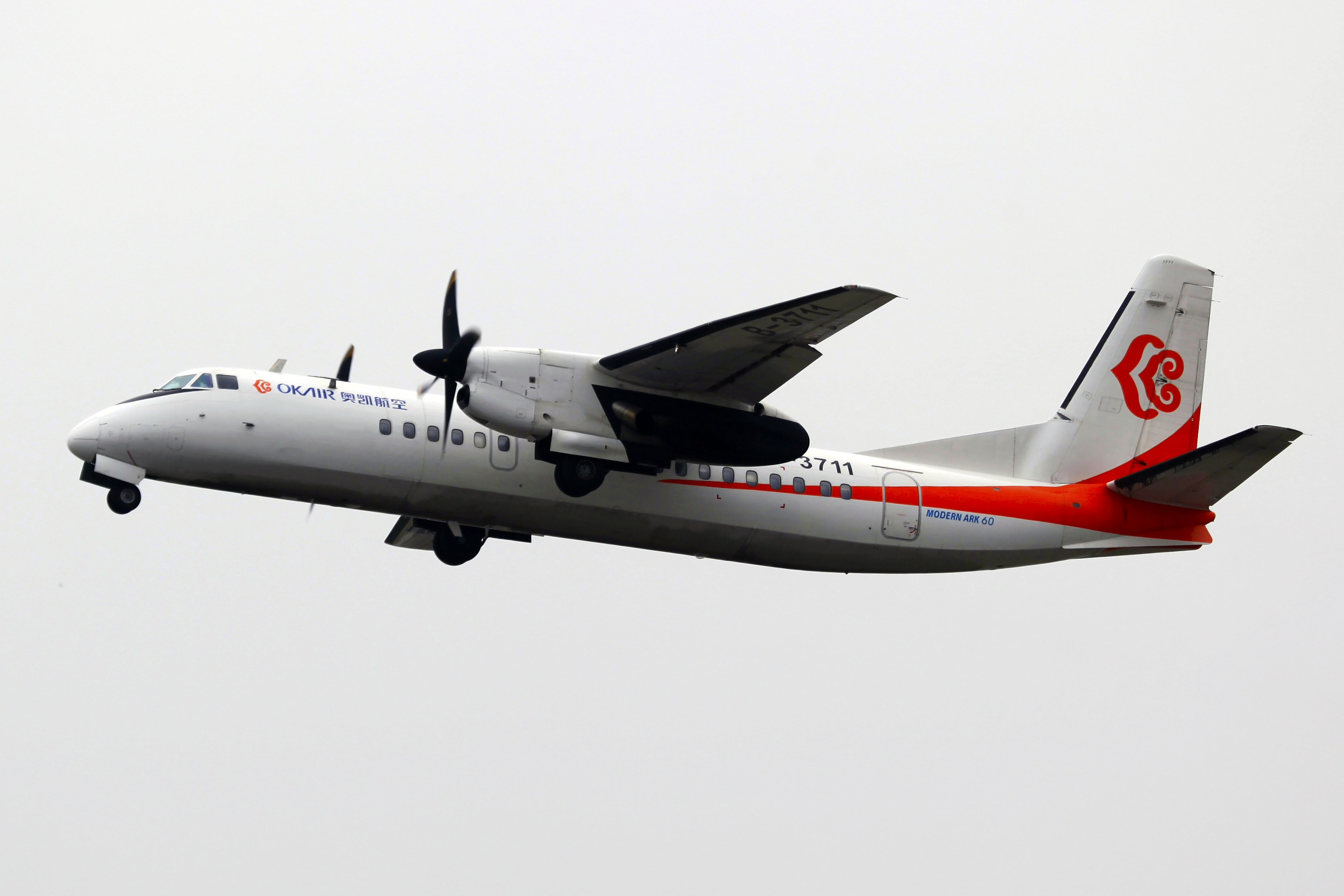
奧凱航空的MA60

至2014年共有20架运营，包括：
- 云南英安航空（已倒闭）1架：B-3421
- 奧凱航空（已全部转给幸福航空）[15]11架：B-3433、3440、3705、3706、3709、3710、3711、3712、3713、3715、3722
- 幸福航空（制造商控股）8架：B-3451、3452、3453、3455、3459、3476(机翼折断)、3716、3717

2025年1月，仅B-3451和B-3453有飞行纪录
购买后放弃运营：
- 中國联合航空
- 四川航空
- 武漢航空（并入东方航空）

另外，幸福航空2014年计划再引进4架，奥凯航空2月底前还将引进2架。

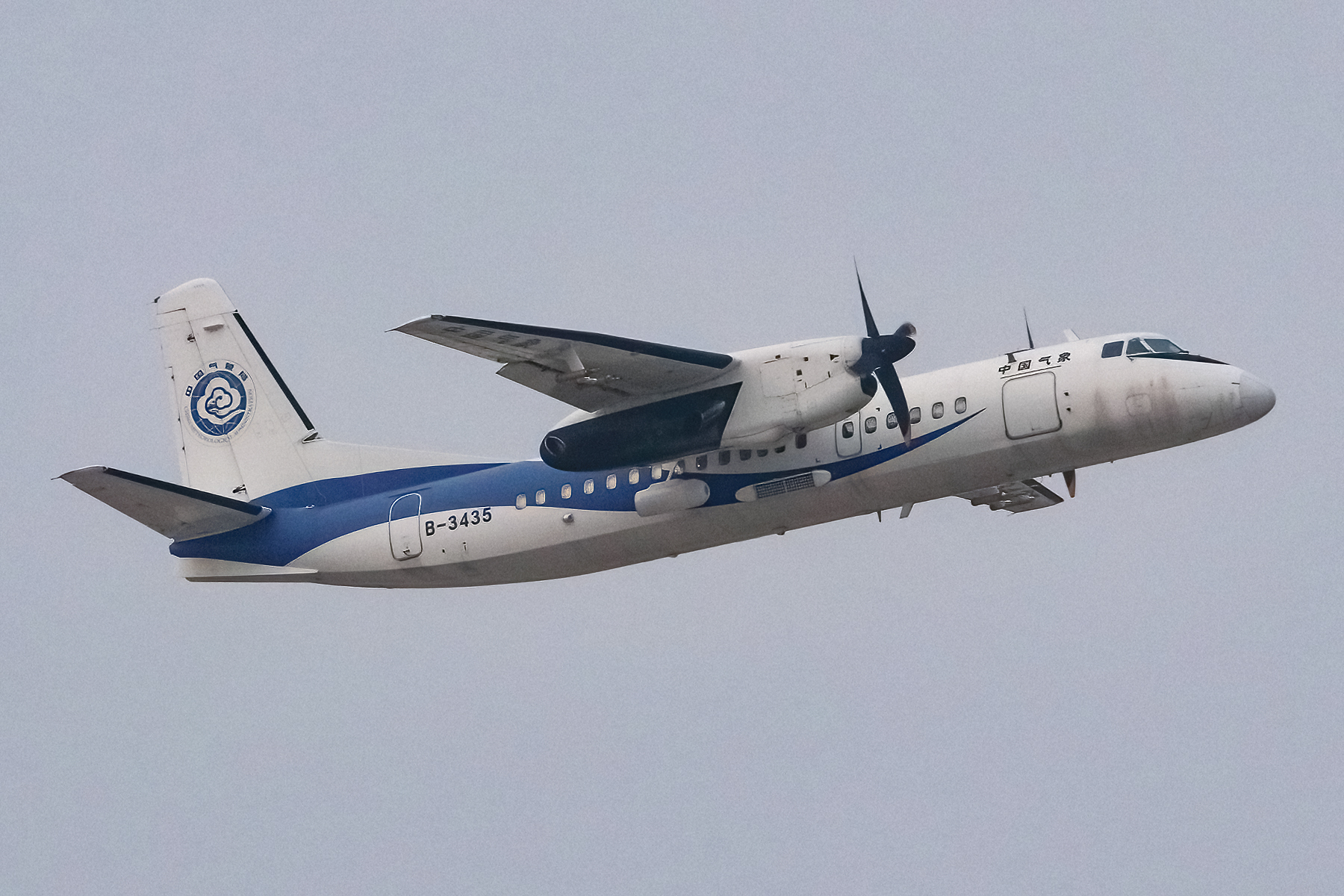
中国气象局的新舟60增雨飞机（由四川三星通航运营）

新舟60增雨飞机，与此前的增雨飞机（如运-12）相比，机动性强、携载能力大，可形成面源播撒，进行大范围、长时间连续性作业，飞行上限高度超8000米，可穿越不同高度云层并具有良好安全性能，载重量大于5吨，巡航时间大于6小时，航程达到2000千米以上，除冰性能良好，可满足复杂天气条件下的飞行起降要求。中国气象局及下属省局至少有4架增雨飞机。
- 中国气象局首批2架：2013年底中国民航飞行学院所属三星通用航空公司获得中国气象局2架高性能新舟60增雨飞机的托管服务项目。2015年，两架“新舟”60增雨飞机相继交付，分别为：B-3726号与B-3435号。
- 陕西省气象局第二批第1架：2018年4月交付运营。由中飞通航公司托管服务。
- 甘肃省气象局第二批第2架：2018年7月16日西北区域人工影响天气能力建设工程第二架新舟60国家作业飞机（即西北人影项目新舟60国家作业飞机）通过专家组验收,正式交付甘肃省气象局。由四川三星通用航空有限责任公司托管服务。即“B-651N”号飞机。
- 内蒙古自治区气象局：中飛通航获得2021-2022年新舟60增雨飞机托管服务。

### 中國以外

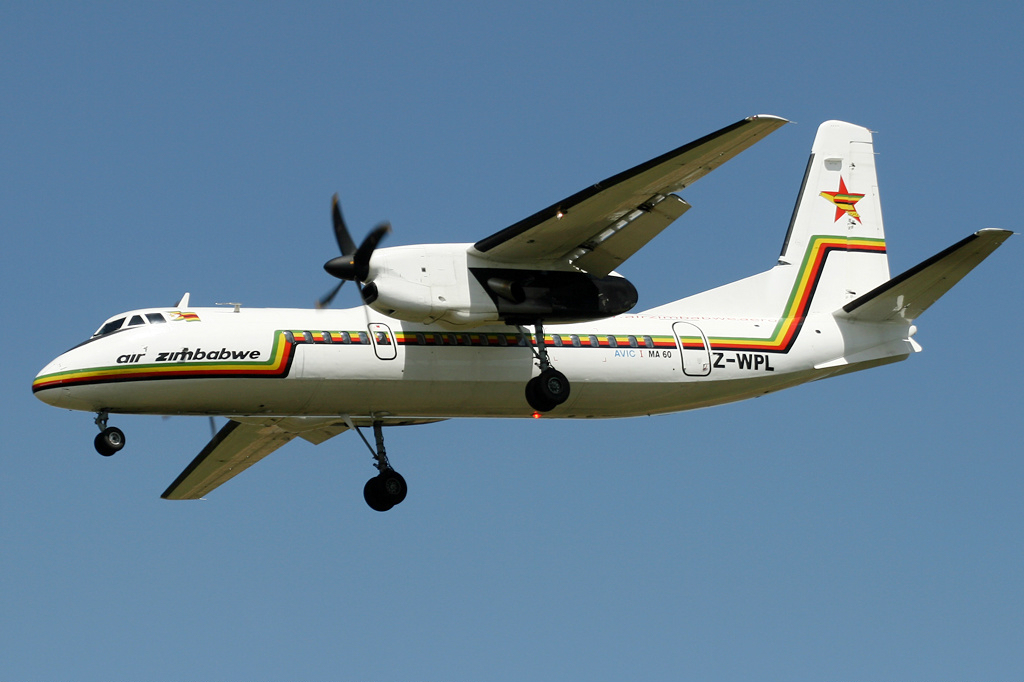
津巴布韋航空的MA60
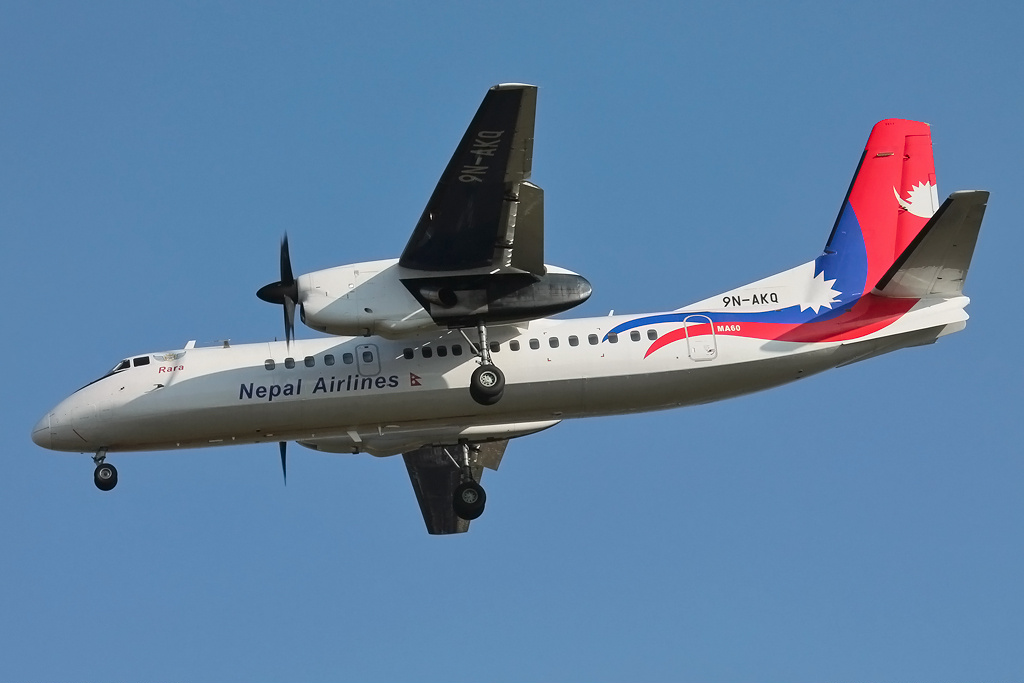
尼泊爾航空的MA60
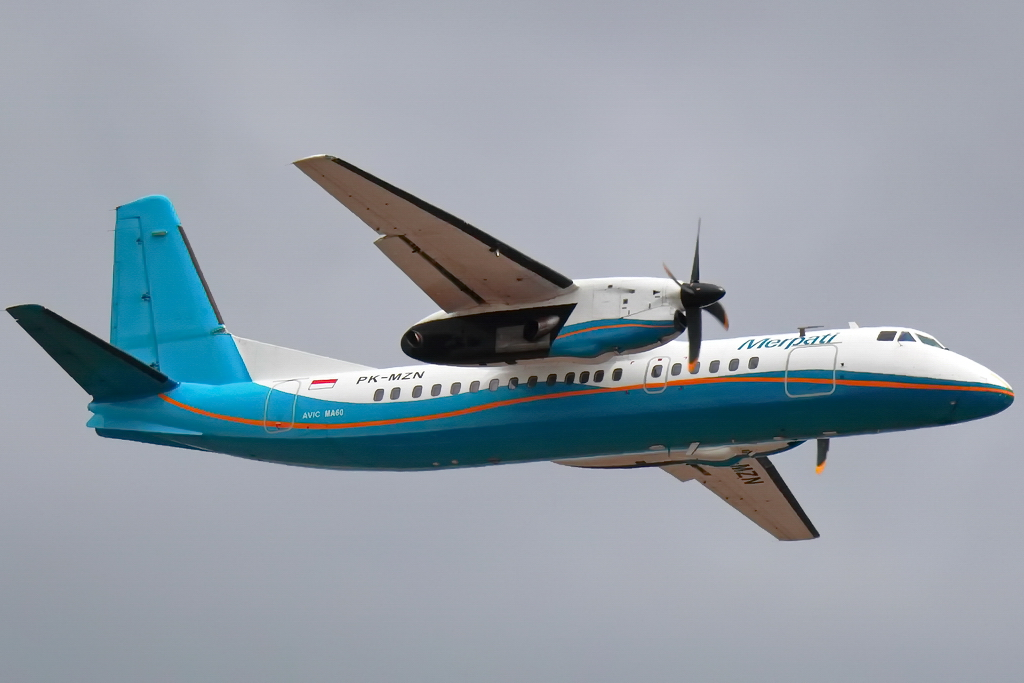
鴿記航空的MA60

截至2018年7月，中国以外有32架新舟60飞机投入使用，另外还有订单16架。

#### 民用
| 國家       | 營運商                                  | 數量         | 編號                                           | 毁损 | 備註 |
| ---------- | --------------------------------------- | ------------ | ---------------------------------------------- | --- | --- |
| 玻利維亞   | TAM軍事空運                             | 2            | FAB096、FAB070                                 | FAB-96 2011年3月18日降落时起落架故障，机腹着陆，机体报废 | |
| 刚果共和国 | 刚果国际航空（Air Congo International） | 3            | B-762L、B-800L                                 | | 刚果共和国国有航空公司，两架主要执行布拉柴维尔到黑角的航线 |
| 印尼       | 鸽记航空                                | 15（已停飞） | PK-MZA、MZC、MZD、MZG、MZH、MZI、MZJ、MZK、MZO | PK-MZK 2011年5月7日坠毁 失事前总计飞行620小时，累计起落770次。PK-MZO 2013年6月10日无前轮迫降，2人受伤。机身断裂，损坏严重，无法修复                                                | 头两架由中方提供评估，余下由中国进出口银行将先行向西飞公司支付飞机采购款项，印尼政府将在五年后用鸽航的资金偿还银行。理论上飞机还是属于中国进出口银行。鸽记航空因经营问题于2014年停航，相关飞机也处于封存阶段，预计将会在2019复航。 |
| 老挝       | 老挝联合航空（Lao Skyway）              | 3            | 其中一架RDPL-34262，另两架未知                 | | |
| 老挝       | 老挝航空                                | 4（已转让）  | RDPL-34168、69、71、72                         | | 其中两架转让给老挝Skyway航空，另两架未知 |
| 柬埔寨     | 柬埔寨巴戎航空                          | 2            | XU-001、002                                    | | 制造商控股 |
| 菲律賓     | 亞航飛龍航空                            | 5（已退役）  | B-956L RP-C8892、93、94、95、96                | RP-C8893 2009年1月11日降落撞毁 RP-C8892 2009年6月25日降落时冲出跑道停飞封存 | 目前均已退役 |
| 斯里兰卡   | Helitours                               | 2            |                                                | | 这两架飞机以斯里兰卡空军的名义购买 |
| 辛巴威     | 津巴布韋航空                            | 3            | Z-WPJ、Z-WPK、 Z-WPL                           | Z-WPJ 2009年11月3日撞毁 | |
| 布隆迪     | 布隆迪航空                              | 1            | B-1019L                                        | | |
| 喀麦隆     | 喀麦隆航空                              | 2            | TJX-SD、TJX-SE                                 | | |
| 缅甸       | 缅甸国家航空                            | 3（已停运）  | XY-AIO（未交付）、XY-AIP、XY-AIQ               | XY-AIQ于2013年5月16日在缅甸掸邦猛撒着陆失败，造成1名乘客手臂骨折，另一名乘客受轻伤，飞机受到严重损坏，左主力齿轮坍塌，左翼受损。 XY-AIP于2013年6月10日下午降落时冲出跑道，造成损坏 | 受两起事故影响，缅航停止接收当时未造完毕的XY-AIO，并停运该机型。 |
| 塔吉克斯坦 | 塔吉克航空                              | 1（已停運）  | EY-201                                         | | 已转租给阿富汗的东方地平线航空，不过后者也于2018年9月停运 |
| 尼泊尔     | 尼泊尔航空                              | 2            | 9N-AKQ、9N-AKR                                 | | |
| 汤加       | REALtonga                               | 1            | A3-RTL                                         | | |
| 厄立特里亚 | Massawa Airways                         | 1            | E3-AAV                                         | | |

#### 军用
| 國家     | 營運商       | 數量 | 編號         | 毁损 | 備註 |
| -------- | ------------ | ---- | ------------ | ---- | ---- |
| 老撾     | 老挝空军     | 2    |              |      |      |
| 吉布提   | 吉布提空軍   | 2    |              |      |      |
| 喀麦隆   | 喀麦隆空军   | 1    |              |      |      |
| 贊比亞   | 贊比亞空軍   | 2    | AF607、AF608 |      |      |
| 柬埔寨   | 柬埔寨空军   | 2    |              |      |      |
| 斯里兰卡 | 斯里兰卡空军 | 2    |              |      |      |
| 安哥拉   | 安哥拉空军   | 2    |              |      |      |

订单：斯里兰卡空军2架、秘鲁CDS支线快运公司4架、老挝2架（新舟600）、喀麦隆航空公司3架、布隆迪航空公司2架、剛果（布）航空公司1架、塔吉克斯坦1架。

## 事故及空難

### 事故
- 2002年8月7日，武汉航空公司一架新舟60宜昌三峡机场训练，降落时忘记放起落架，飞机以机腹着陆，无人员伤亡，但飞机严重受损。起落架未放告警系统为美国生产的，告警录音也是美国口音，而飞行员没有及时听明白警告，仍然继续降落。事故导致该机型在中国民航停飞74个月，2008年10月19日才在国内首航。[23][24][25]
- 2006年8月9日，宜昌三峡机场一架编号B-692L新舟60飞机训练降落时以40节速度冲出跑道20多米，陷入草坪的软泥中，导致机场关闭5小时。无人员伤亡、飞机无损伤。[26]
- 2009年1月11日，菲律宾飞龙航空一架载有24名乘客的RP-C8893新舟60支线飞机早晨从马尼拉出发前往菲中部阿克兰省的卡蒂克兰机场，飞机降落时起落架撞击护栏，飞机急剧左偏在水平空转180度后撞上机场水泥墙。2人重伤，25人轻伤（含地面3人），飞机报废，机场被迫短暂关闭。[27]
- 2009年6月25日，菲律宾飞龙航空的Z2-863航班注册号RP-C8892的MA60支线客机在菲中部旅游海岛长滩岛的机场顺风降落时接地偏晚，速度偏快，冲出跑道，冲上草地。所幸无人伤亡，飞机停飞。[28]
- 2009年11月3日，一架津巴布韦航空公司UM239航班新舟60客机在津巴布韦哈拉雷机场（FVHA）起飞滑跑过程中撞上入侵跑道的一头疣猪，左侧主起落架坍塌，左机翼和左发动机受损，飞机滑出几百米，冲出跑道。左翼严重弯曲，左侧螺旋桨损坏，桨叶撞到机身左边。机身因为螺旋桨桨叶撞击和在跑道滑行而严重受损。所有34名乘客全部安全撤下飞机。一些乘客不认同疣猪的说法。 [29]
- 2010年7月14日，一架印度尼西亚鴿記航空公司新舟60，在马塔兰市的机场由于客舱中的短路取消了到登巴萨的航班，无人员伤亡。[30]
- 2011年2月19日，一架印度尼西亚鴿記航空公司使用东安发动机公司的WJ5A-1引擎的新舟60客机（注册号PK-MZJ）在印尼古邦机场（WATT）25号跑道准备调头起飞时从左侧偏离跑道，没有人员受伤。[31]
- 2011年3月18日，一架玻利维亚空军下属的TAM航空公司注册号FAB-96新舟60客机，在向玻利维亚鲁雷纳瓦克机场（SLRQ）降落过程中起落架系统失效无法放下，飞机被迫机腹着陆，无人员伤亡，飞机严重损坏。 这架飞机是2008年2月21日交付的。[32]
- 2013年6月10日9时40分，一架注册号PK-MZO乘载52人的印尼鸽航公司客机在印尼东部东努沙登加拉省首府古邦无前轮迫降，2人受伤。该M-60型飞机机身断裂，损坏严重恐无法再修复使用。[33]
- 2014年2月4日18时29分，一架航班号为JR1533的幸福航空从太原飞往合肥经停郑州的新舟60客机，在郑州新郑国际机场成功降落后滑行过程中前起落架缓慢收起，无人员伤亡。[34]
- 2014年2月25日16时42分，一架载有30多名乘客，航班号为BK2870的奥凯航空B-3710号新舟60从天津滨海国际机场起飞。飞抵沈阳桃仙国际机场上空准备降落时，由于左起落架“放下锁好”指示故障，无法确认起落架是否放下锁好，不得不盘旋耗油。19点40分左右，飞机低飞通场，机场确认起落架已经放下。20时18分，飞机正常降落。[35]
- 2014年12月11日中午14点50分左右。幸福航空公司一架编号B-3453的新舟60型客机（航班号JR1518），在由银川飞往太原经停榆林的过程中，因起落架发生故障在榆林机场迫降，客机安全降落，包括机组人员在内的45名机上人员无一受伤。[36]
- 2015年5月10日中午11点57分左右。幸福航空公司一架编号B-3476新舟60型客机（航班号JR1529），在福州长乐国际机场降落事故，45名乘客与7名机组人员成功撤离，有5人受伤。5月13日民航局组织召开紧急安全视频会，会上对幸福航空合肥福州航班冲出跑道事件调查结果进行通报，主要原因是机组违规操作，38英尺油门低于飞行慢车，28英尺已收至地面慢车（产生负拉力），飞机在距跑道入口255米处接地，接地下降率最大值1552英尺/分钟，接地最大垂直加速度6个G，接地后飞机向右侧偏出跑道，整个机翼水平面向前倾斜约20度，机翼后部的中央翼盒连接处脱离机身上翘，发动机前部下垂擦地，机身中后折断，左右螺旋桨桨叶全部打断，右发一桨叶插入右机身下部。[37][38]与2013年印尼鸽航事故原因相同。
- 2015年11月13日下午14时，老挝Lao Skyway航空一架从从老挝琅勃拉邦国际机场起飞的新舟60飞机（注册号为RDPL-34226，航班号LLL265）在首都万象瓦岱国际机场降落时冲出了跑道。事故没有造成人员伤亡。[39]
- 2016年5月3日上午，一架航班号为BK2863的奥凯航空新舟60型飞机，于7点40分在长沙黄花机场起飞后不久因机械故障返航，在经过三次降落尝试后，于8时50分安全返回黄花机场[40]。

### 空难
- 2011年5月7日，印尼鴿記航空（英语：Merpati Nusantara Airlines）MZ8968航班(注册号PK-MZK使用东安发动机公司的WJ5A-1引擎的新舟60客機)在西巴布亞省凯马纳机场（Kaimana Airport）因人员操作失误在降落过程中坠海[41]，飞机断成两截沉入海底，机上27人全部遇难。据悉事故发生时当地正下雨并伴有浓雾。据报道这架飞机是2010年12月1日交付的。[42]

## 参見
- 运-7
- 新舟600
- 新舟700

类似型号
- 德哈维兰加拿大DHC-8
- ATR 42
- ATR 72
- 伊爾-114
- BAe ATP
- 福克50
- 萨博2000
- 安托諾夫An-140